# Беги
«Беги» (англ. Run) — художественный фильм 1991 года режиссёра Джоффа Барроуса, триллер с главными ролями Патрика Демпси и Келли Престон. Премьера фильма состоялась 1 февраля 1991 года в США.

## Сюжет
Молодой студент юридического факультета Чарли Фэрроу иногда занимается подработкой — он талантливый механик и водитель. У него также есть увлечение — он любит играть в карты. Однажды он получает задание от своего шефа — отогнать новенький «Порше» для одного из клиентов из Бостона в Атлантик-Сити. За эту работу клиент готов хорошо заплатить, и Чарли соглашается её выполнить.
Случается неожиданность — недалеко от Атлантик-Сити автомобиль ломается, и Чарли вынужден на некоторое время задержаться. Он просит таксиста отвезти его в ресторан. Незнакомые люди видят роскошную машину и принимают студента за миллионера. Чарли Фэрроу везут в казино, где он должен сыграть в покер с неким Дэнни Хэллореном, как впоследствии выясняется, сыном гангстера. Чарли выигрывает у него, чем навлекает на себя его гнев.
В казино завязывается драка, в которой Дэнни погибает. Его отец — глава местной мафии и владелец казино Мэтт Хэллорен подозревает в смерти сына незнакомца Чарли и сулит за голову студента 50 000 долларов. Чарли не может доказать свою невиновность и вынужден скрываться бегством, чтобы сохранить свою жизнь. Он бежит и от гангстеров, и от подкупленной полиции. Избежать преследования ему помогает его новая любовь — Кэрен Лэндерс.

## В ролях
- Патрик Демпси — Чарли Фэрроу
- Келли Престон — Кэрен Лэндерс
- Кен Поуг (Ken Pogue) — Мэтт Хэллорен
- Алан Петерсон — Дэнни Хэллорен
- Джеймс Кидни — Сэмми
- Кристофер Лавфорд — Мартинс
- Марк Стрэнж — шеф полиции Трэверс
- Майкл Роджерс — стрелок, убитый электрическим током